# Liane Lippert
Liane Lippert (født 13. januar 1998) er en tysk cykelrytter, der er på kontrakt hos Movistar Team.
Hun repræsenterede Tyskland ved sommer-OL 2020 i Tokyo, hvor hun sluttede på en 23. plads i kvindernes fællesstart.